# Erzbistum Cuttack-Bhubaneswar
Das Erzbistum Cuttack-Bhubaneswar (lateinisch Archidioecesis Cuttackensis-Bhubanesvarensis) ist eine Erzdiözese der römisch-katholischen Kirche in Indien mit Sitz in Cuttack.

## Geschichte
Das Erzbistum Cuttack-Bhubaneswar wurde am 18. Juli 1928 durch Papst Pius XI. mit der Apostolischen Konstitution Apostolatus officium aus Gebietsabtretungen des Bistums Vizagapatam als Mission sui juris Cuttack errichtet. Am 1. Juni 1937 wurde die Mission sui juris Cuttack durch Pius XI. mit der Apostolischen Konstitution Si catholicum nomen zum Bistum erhoben und dem Erzbistum Ranchi als Suffraganbistum unterstellt. Das Bistum Cuttack gab am 24. Januar 1974 Teile seines Territoriums zur Gründung des Bistums Berhampur ab.
Am 24. Januar 1974 wurde das Bistum Cuttack durch Papst Paul VI. mit der Apostolischen Konstitution Quamvis munus zum Erzbistum erhoben und in Erzbistum Cuttack-Bhubaneswar umbenannt.

## Territorium
Das Erzbistum Cuttack-Bhubaneswar umfasst die Distrikte Kandhamal, Cuttack und Puri im Bundesstaat Odisha.

## Kirchenprovinz
- Erzbistum Cuttack-Bhubaneswar

1. Bistum Balasore
2. Bistum Berhampur
3. Bistum Rayagada
4. Bistum Rourkela
5. Bistum Sambalpur

## Ordinarien

### Superiore von Cuttack
- Valeriano Guemes Rodriguez CM (1929–1932)
- Florencio Sanz Esparza CM (1932–1937)

### Bischöfe von Cuttack
- Florencio Sanz Esparza CM (1937–1948)
- Pablo Tobar Gonzáles CM (1949–1971)

### Erzbischöfe von Cuttack-Bhubaneswar
- Henry Sebastian D’Souza (1974–1985), dann Koadjutorerzbischof von Kalkutta
- Raphael Cheenath SVD (1985–2011)
- John Barwa SVD (seit 2011)